# ساتن بست
ساتن بست (به انگلیسی: Sutton Bassett) یک روستا و محله مدنی در بریتانیا است که در Kettering واقع شده‌است.